# 콜더데일

콜더데일의 위치

콜더데일(영어: Calderdale)은 잉글랜드 웨스트요크셔주에 위치한 도시 자치구로 중심 도시는 핼리팩스이며 면적은 363.9km2, 인구는 200,100명(2001년 기준), 인구 밀도는 550명/km2이다.

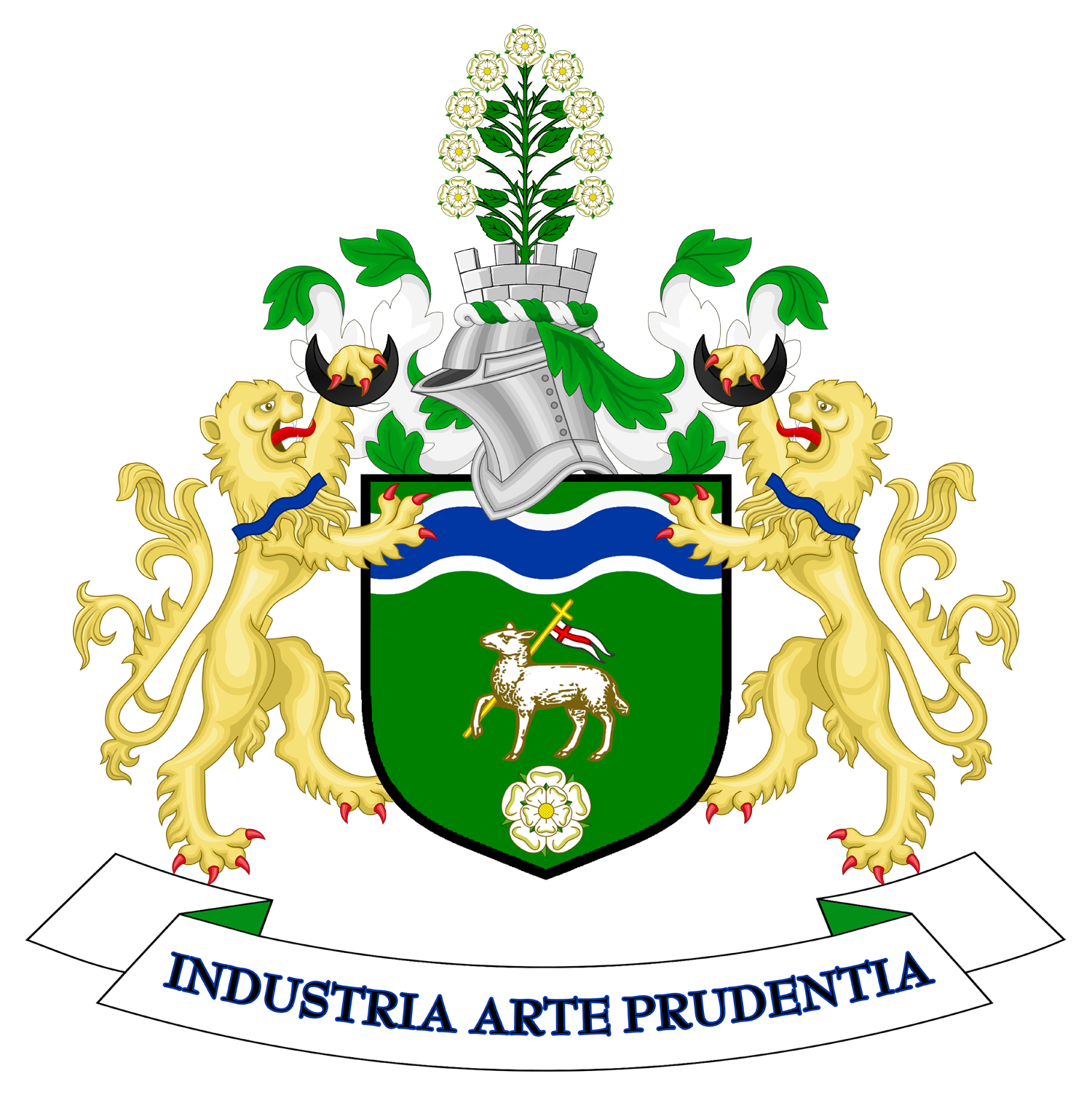
시 문장